# William Cullom
William Cullom (* 4. Juni 1810 in Monticello, Wayne County, Kentucky; † 6. Dezember 1896 in Clinton, Tennessee) war ein US-amerikanischer Politiker. Zwischen 1851 und 1855 vertrat er den Bundesstaat Tennessee im US-Repräsentantenhaus.

## Leben
William Cullom war der jüngere Bruder des Kongressabgeordneten Alvan Cullom (1797–1877) und ein Onkel von Shelby Moore Cullom (1829–1914), der Gouverneur von Illinois und US-Senator für diesen Staat war. Er besuchte die öffentlichen Schulen seiner Heimat. Nach einem anschließenden Jurastudium in Lexington und seiner Zulassung als Rechtsanwalt begann er in Kentucky und Tennessee in seinem neuen Beruf zu arbeiten. Noch vor 1843 zog er nach Carthage.
Politisch war Cullom Mitglied der Whig Party. Zwischen 1843 und 1847 saß er als Abgeordneter im Repräsentantenhaus von Tennessee. Bei den Kongresswahlen des Jahres 1850 wurde er im achten Wahlbezirk von Tennessee in das US-Repräsentantenhaus in Washington, D.C. gewählt, wo er am 4. März 1851 die Nachfolge von Andrew Ewing antrat. Nach einer Wiederwahl im Jahr 1852 konnte er bis zum 3. März 1855 zwei Legislaturperioden im Kongress absolvieren. Diese waren von den Ereignissen und Diskussionen im Vorfeld des Bürgerkrieges bestimmt. Während seiner zweiten Legislaturperiode (1853–1855) vertrat Cullom als Nachfolger von John Houston Savage den vierten Distrikt seines Staates. Im Jahr 1854 unterlag er Savage, der damit auch sein Nachfolger im Kongress wurde.
Zwischen Februar 1856 und Dezember 1857 arbeitete William Cullom für die Kongressverwaltung. Danach praktizierte er wieder als Jurist. Von 1873 bis 1878 war er Staatsanwalt im 16. Gerichtsbezirk von Tennessee. Er starb am 6. Dezember 1896 in Clinton.